# Дідьє Буркгальтер
Дідьє Буркгальтер (фр. Didier нім. Burkhalter; нар. 17 квітня 1960, Невшатель, Швейцарія) — швейцарський політик, який представляє Вільну демократичну партію Швейцарії, з 1 листопада 2009 до 31 жовтня 2017 — член Федеральної ради Швейцарії. Глава департаменту внутрішніх справ (2009–2011) і департаменту закордонних справ (2012-2017). Обраний президентом Швейцарії на 2014 рік.

## Біографія
У 1990–2001 був депутатом парламенту кантону Невшатель. З 2003 по 2007 — член Національної ради Швейцарії. З 2007 — депутат Ради кантонів Швейцарії.
У 2009 обраний наступником свого однопартійця Паскаля Кушпена до Федеральної ради Швейцарії. З 1 січня 2013 — віце-президент Швейцарії. Наприкінці 2013 року був обраний новим президентом Швейцарії. Посаду обійняв 1 січня 2014 року. При цьому зберіг посаду голови департаменту закордонних справ. У 2017 році залишив політику, поянюючи це тим, що "хоче почати нову сторінку в своєму житті".
Має ступінь з економіки. Одружений з австрійкою, батько трьох дітей.